# 阿耳古瑞区

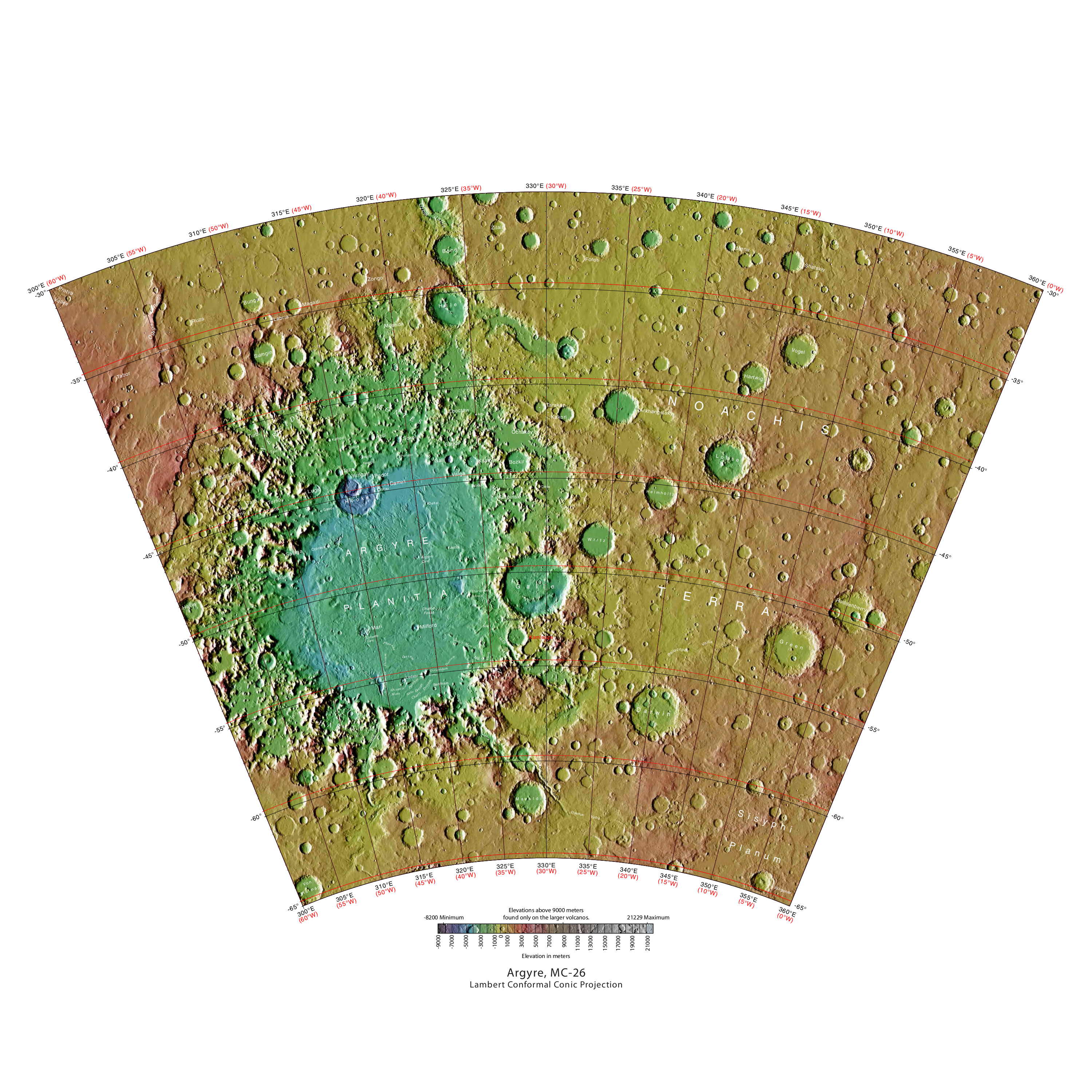
阿耳古瑞區

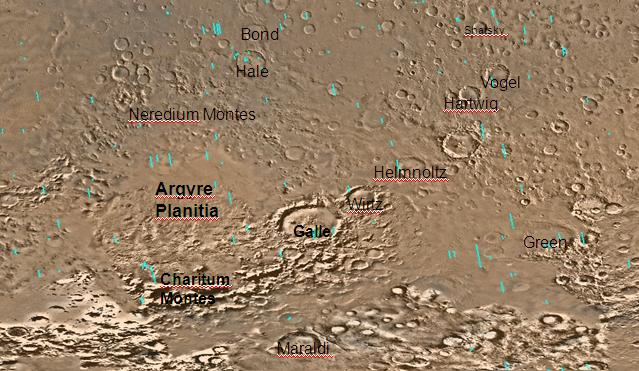
阿耳古瑞區

阿耳古瑞區是美国地质调查局太空地质学研究计划（Astrogeology Research Program）对火星表面划分的30个区域之一，编号为MC-26。
阿耳古瑞區覆盖了火星西经0°至60°、南纬30°至65°的区域。形似笑脸的伽勒撞击坑便位于该区。